# Cocina vitrocerámica

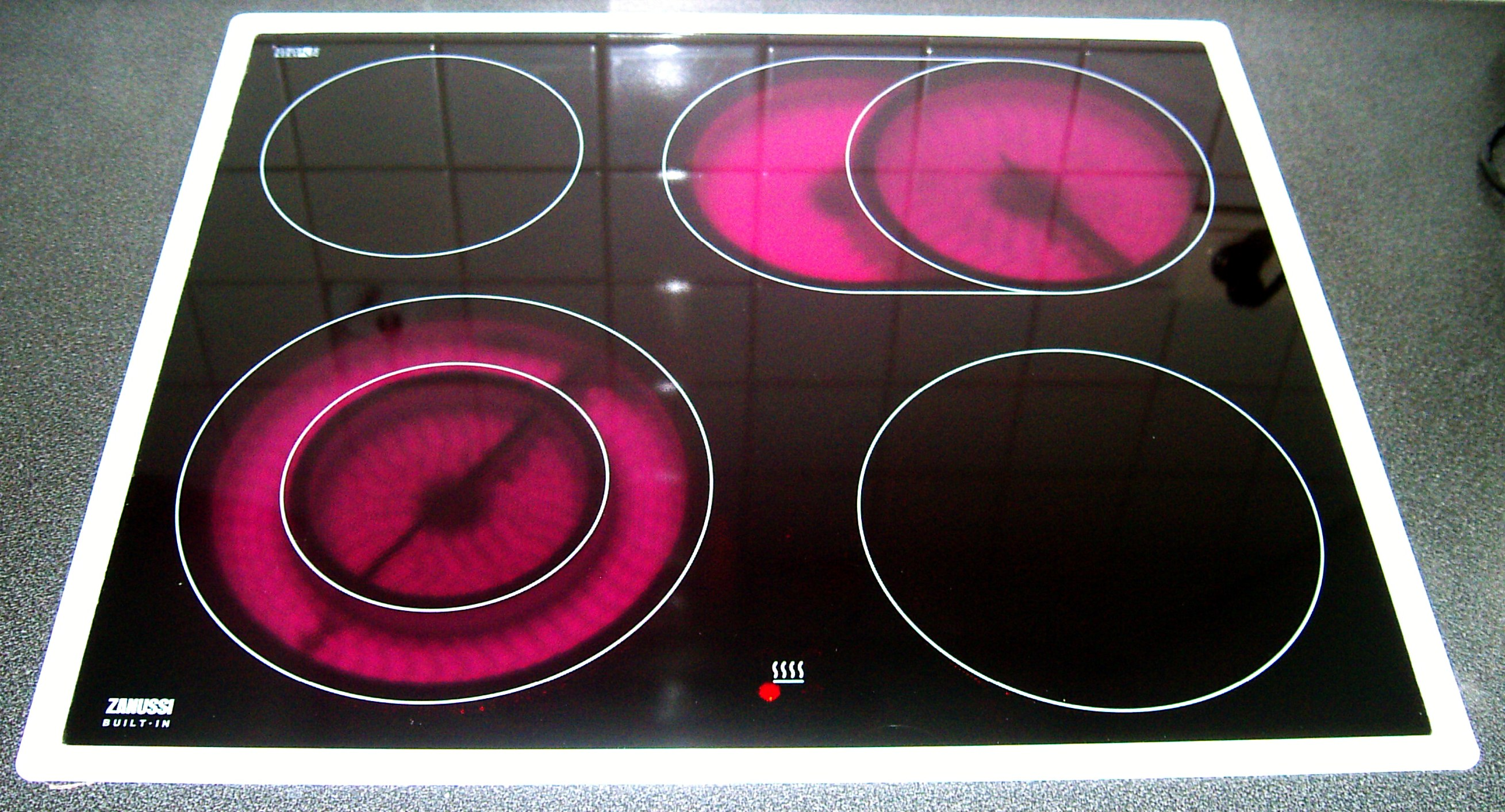
Cocina vitrocerámica.

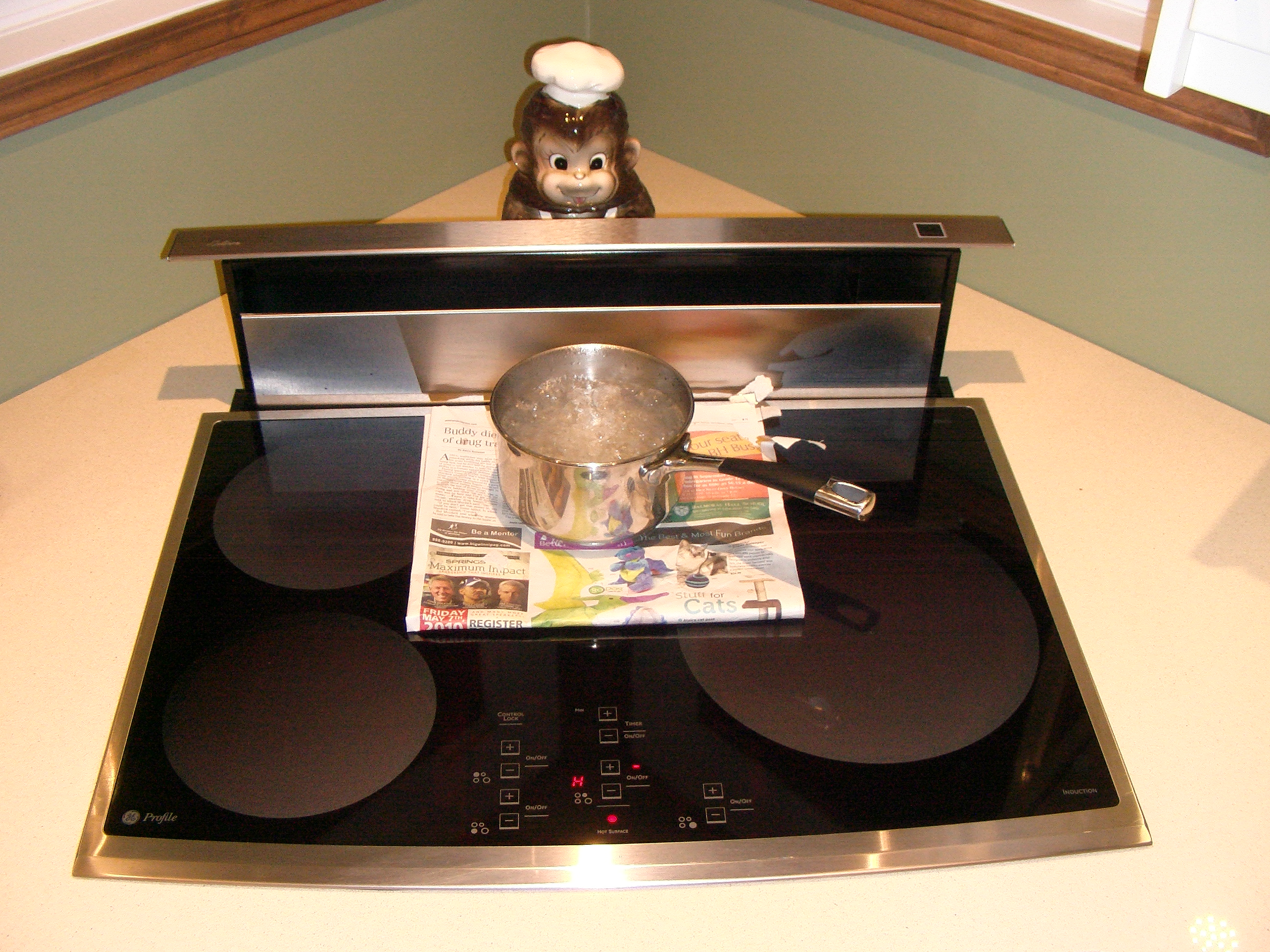
Vitrocerámica de inducción.

Las cocinas vitrocerámicas son sistemas de cocción en los que hay un vidrio entre la fuente de calor y el recipiente que se quiere calentar. La llegada de la vitrocerámica ha supuesto toda una renovación en la cocina, ya que es más cómoda de limpiar y posee indicadores de calor que advierten que las placas todavía permanecen calientes, lo que permite un ahorro de energía. 
Las vitrocerámicas constituyen un sistema de cocción eficaz y preciso.
En cuanto al sistema de producción de calor, hay varios sistemas: de gas, de resistencia eléctrica, de inducción, entre otros.

## Vitrocerámicas de gas
Disponen de unos quemadores con celdillas en estructura de panal de abeja, que se encuentran debajo del vidrio. El gas se enciende de forma automática, por medio de unas válvulas que permiten o cortan el paso del gas. Son las más antiguas y muy poco utilizadas ya.

## Vitrocerámicas eléctricas
Son las más habituales.
La medida estándar en España es de 60 cm. Para placas más grandes, con más fogones, la de 90 cm o se usan dos de 60.
Las cocinas vitrocerámicas pueden contar con un minutero, con alarma, o temporizador, con apagado automático de los fogones pasado un determinado tiempo. Pueden ser comunes a todos los fogones o tener uno independiente e individual para cada fogón, en las cocinas más modernas.

### De resistencia
Las vitrocerámicas eléctricas de resistencia, poseen una resistencia eléctrica bajo el vidrio. El calor se regula de forma automática, controlando por sí mismas la temperatura mediante un termostato dependiente de la corriente. Cabe recordar que el calor emitido por una resistencia varía en función de la corriente que la atraviesa.

### De inducción
Son las más modernas, ya que no usan ningún tipo de resistencia como fuente de calor. Consiguen cocinar los alimentos gracias a la transmisión de energía a través de un campo magnético. El calor se produce por corrientes parásitas y por agitación magnética. Es necesario usar recipientes de metal ferromagnético, con fondo plano, liso y grueso. 
El vidrio permanece frío y es más fácil de limpiar.
A veces, tienen el mismo precio que las de resistencia, que son cada vez menos habituales.
El ancho habitual de una placa de inducción es de 60 cm. La cantidad de fuegos en un placa de 60 cm es de: 
- 3 fuegos: 30 cm (2.700 W), 20 cm (1.800 W) y 16 cm (1.200 W), total 5,7 kW
- 4 fuegos: 2 X 20 cm (1.800W X2) y 2 X 17 cm (1.200W X 2), total 6 kW

Los niveles suelen ser 9 en cada fuego (para calentar a menor o mayor potencia en cada fuego).
La flexinducción, aumenta la flexibilidad a la hora de trabajar en la cocina, al incorporar unos sensores que detectan automáticamente el tamaño y la forma de los recipientes que se colocan sobre ellas.